# Catfishing

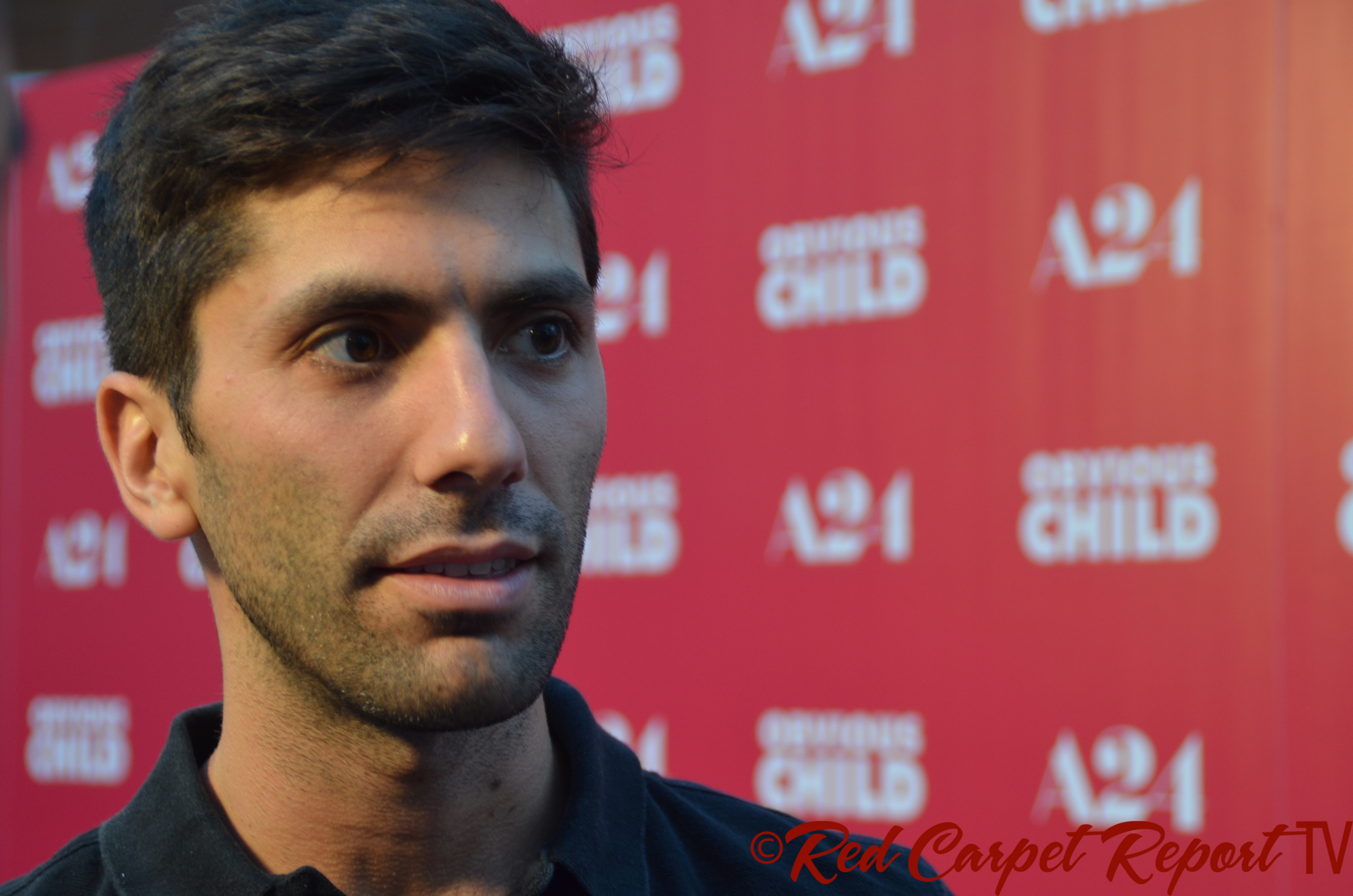
Nev Schulman, az executive producere az MTV-n futott Catfishing sorozatnak

A Catfishing (szó szerinti fordításban: harcsázás) egy olyan megtévesztő tevékenység, amelynek során egy személy egy fiktív személyiséget vagy hamis személyazonosságot hoz létre egy közösségi oldalon, általában egy konkrét áldozatot megcélozva. A gyakorlatot anyagi haszonszerzés céljából, az áldozat valamilyen módon történő kompromittálására, az áldozat szándékos felbosszantására vagy egy kívánság teljesítésre lehet felhasználni.  A Catfishing kifejezés a médiában is szerepel, gyakran olyan áldozatokkal, akik szeretnék azonosítani a becsapójukat. Hírességek is célpontá váltak, ami a média figyelmét is ráirányította erre a gyakorlatokra.
A modern kifejezés a 2010-es Catfish című amerikai dokumentumfilmből származik. A dokumentumfilm Nev Schulman, az executive producer, mint a catfishing áldozatát követi nyomon. Ő kapcsolatba került egy általa 19 évesnek hitt, az Egyesült Államok középnyugati részén élő lánnyal. A nő, akivel kommunikált, valójában egy 40 éves háziasszony volt. A dokumentumfilmben megemlítik, hogy a nő férje találta ki a kifejezést, amit egy mítoszból vett, mely arról szólt, hogy hogyan viselkedik a tőkehal és a harcsa, ha különböző tartályokban szállítják őket. A mítosz leírja, hogy az élő tőkehalat harcsával együtt szállították ugyanabban a tartályban, hogy a tőkehal aktív maradjon, biztosítva a tőkehal minőségét, míg ha egyedül szállították, a tőkehal sápadt és letargikus lett. Ez a mítosz Henry Nevinson (1913, Essays in Rebellion) és Charles Marriott (1913, The Catfish) szépirodalmi írásaiból származik.
A Catfishing kifejezés a következő évtizedben vált szélesebb körben ismertté, köszönhetően egy televíziós sorozatnak, amely a főszereplő Yaniv (Nev) Schulman-t követte nyomon, amint másoknak segít kivizsgálni az esetleges szélhámosságokat.
A kifejezés népszerűsége a Notre Dame Egyetem futballsztárját, Manti Te'o-t érintő 2013-as incidens során is tovább terjedt.

## Veszélyek
Voltak olyan esetek, amikor a Catfishing gyilkossághoz és emberrabláshoz vezetett. Ezt arra lehet használni, hogy az interneten elcsábítsanak egy személyt, és személyesen találkozzanak vele. A Catfishing személy elcsalhatja az áldozatot egy olyan helyre, ahol elrabolják, vagy más módon bánthatják. A Catfishing a szexuális ragadozók számára is új módot jelentett arra, hogy kapcsolatba lépjenek az áldozataikkal, és esetleg kárt tegyenek bennük, ezzel újabb fenyegetést teremtve. Ezek a szexuális ragadozók hamis személyazonosságot használnak, hogy beszélgessenek a tizenévesekkel, így közel kerülhetnek hozzájuk, hogy az áldozat megbízzon bennük. Ez aztán lehetővé teszi az elkövető számára, hogy információkat szerezzen az áldozattól, és ezeket az információkat felhasználva potenciálisan kárt tegyen benne. Erre példa volt Carly Ryan 2007-es meggyilkolása.
A Catfishing, mint más online zaklatási mód, szintén megnövelte az öngyilkosságok számát a tizenévesek körében, mivel mentális bántalmazásról van szó.

## Árulkodó jelek
Ez bár szubjektív, mégis több figyelmeztető jel is van, amelyek a catfishing viselkedésre utalnak:
- Ha egy ismeretlen személy követni- vagy üzeneteket küldeni kezd egy felhasználónak, és a személy profilképe hamisnak vagy túl szépnek tűnik ahhoz, hogy az igaz legyen;
- Ha az üzengető személy nem akar videochatelni, vagy folyamatosan kifogásokat talál arra, hogy ne találkozzanak személyesen;[9]
- Ha a társkereső és közösségi oldalak közötti profilok nem következetesek, például eltérő nevek vagy képek vannak az egyes weboldalakon;[10]
- Ha néhány találkozás után a másik fél szerelmet kezd vallani, különösen néhány nappal vagy héttel a kapcsolatfelvétel után.[10]

## Lásd még
- Gaslighting
- Mézesmadzag
- Münchhausen-szindróma
- Adathalászat
- Sadfishing
- Trójai faló